# Demond Greene
Demond William Greene (Fort Hood, 15 giugno 1979) è un ex cestista e allenatore di pallacanestro statunitense naturalizzato tedesco.
Alto 185 cm, giocava come guardia.

## Carriera
Con la Germania ha disputato i Giochi olimpici di Pechino 2008, due edizioni dei Campionati mondiali (2006, 2010) e tre dei Campionati europei (2005, 2007, 2009).
Nei quarti di finale dei Mondiali 2006 contro gli Stati Uniti, sua nazione di nascita, Greene è riuscito a stoppare Dwyane Wade; ciò però non è bastato alla Germania per vincere. Tra l'altro, nell'azione seguita alla stoppata, Carmelo Anthony trovò un gioco da tre punti.
Qualche mese dopo ebbe un grave infortunio a una gamba mentre disputava la sesta gara di Uleb Cup con l'Alba Berlino contro il Montepaschi Siena.

## Palmarès
- Campionato tedesco: 1

Bayern Monaco: 2013-14
- Coppa di Germania: 1

Alba Berlino: 2006
- Supercoppa tedesca: 1

Brose Bamberg: 2007